# Pleuraphodius brunneus
Pleuraphodius brunneus är en skalbaggsart som beskrevs av Carl Peter Thunberg 1818. Pleuraphodius brunneus ingår i släktet Pleuraphodius och familjen Aphodiidae. Inga underarter finns listade i Catalogue of Life.